# アーサーの甥、ガウェインの成長記
『アーサーの甥、ガウェインの成長記』（De Ortu Waluuanii Nepotis Arturi、英表記 The Rise of Gawain, Nephew of Arthur）は、中世ラテン語で書かれた散文の騎士道物語。作者不詳。12世紀または13世紀成立。アーサー王物語の流れを汲み、アーサーの甥であるガウェイン卿の出生、少年時代、初期の冒険を描く。フランス韻文ロマンス『ゴーヴァンの幼年時代』の散逸によって失われた、ガウェイン卿の若年期の詳細を補う貴重な文学資料である。注目すべき点としてギリシア火薬にたいする言及も見られる（下節で詳述）。
なお、人名を原文のラテン語のままでいえば、本作の題名は『アルトゥルスの甥ワルウアニウスの成長』である。

## 作品の成立
中世ラテン語『ガウェインの成長』は、14世紀初期の写本が唯一残されている。ブルース（J. D. Bruce）やルーミス (Roger Sherman Loomis) は、作中に登場する服装や船舶の様式から、物語の成立は、それより早い13世紀だとみる 。しかし成立以前よりすでに広く読まれていたジェフリー・オブ・モンマスの『ブリタニア列王伝』から古様式の描写を借用した可能性もあり、揺るがない論考とは言えない。
16世紀、ジョン・ベイルが著した英文学総覧は、この物語の作者をモン・サン・ミシェルで1154年から1186年まで大修道院長であったロベール・ド・トリニー（仏 Robert de Torigny）だと断じている。ロベールが著者という傍証は、これ以外になにもなく、成立時期も一般にはこの人物の死後と推定されている。だが少なくともこれと似通った教養と趣味関心をもつ聖職者が執筆したことは間違いなかろう 。
『ガウェインの成長』と同じ作者は、ほかにもラテン語『メリアドク物語』（羅 Historia Meriadoci; 英 The Story of Meriadoc）を著したとされている。

## あらすじ

### 出生
ウーゼル王の御世、ウーゼルの娘アンナはオークニーのロット王と恋に落ち、結婚前だというのに妊娠してしまう。これはまずい、とアンナは生まれてきた子供に「ワルウアニウス Waluuanius すなわちガウェイン」と名づけると、エメラルドの認印指輪（シグネットリング）と、子供の素性を証明する手紙を書き、商人に預けることにした。商人の船は無事にガリア国ナルボンヌの近くに入港したが、そのとき船に残された赤ん坊を、通りすがりの漁師が連れ去ってしまう。この漁師はウィアムンドゥス（Viamundus、「世の道」）という名前で、識字能力もあったのでアンナの手紙を読み、ガウェインを自分の子供として育てることにした。ただ、アンナの手紙には、その子に本当の素性を打ち明けてはならない、と書かれていたため、漁師からはとうとう名前を付けてもらえず、単に「少年」とか「名無しの少年」（羅 Puer sine Nomine; 英訳 Boy with No Name）と呼ばれることになる。

### ローマ篇
7年後、ウィアムンドゥスは「少年」をローマで扶養することにし、ローマへ向かった。「少年」とともに着服した財宝は、それまで使う勇気がなかったが、このときとばかりと奮起して、それをつかって相応の身なりとお供をととのえ、ガリアの貴族を騙った。そしてみごとローマ帝国にとりいり、軍人として栄達、さらには皇帝と教皇の友人となった。のち、少年が12歳の時ウィアムンドゥスは重病にかかってしまう。死の淵でウィアムンドゥスは皇帝に「少年」の指輪と手紙を渡し、「少年」の出生を説明すると、皇帝はいつの日か少年を彼の叔父であるブリタニアのアーサーに送ることを約束するのだった。これ以降、皇帝が少年の養父となることになる。
従者として皇帝に仕える少年だが、非凡な才能を発揮し、15歳の時には騎士に叙任。そして大競技場(キルクス)で開催された模擬試合で優勝者となった。少年は鎧の上に赤い上着（トゥニカ）を羽織って着たため、「陣羽織の騎士」（羅 Miles cum tunica armature; 英 Knight of the Surcoat）と呼ばれることになる。このイベントは、軍神マルスに捧ぐ年次恒例の（2回の）競馬祭《エクイリア》であった。その式典で、皇帝は優勝者に望みの褒美をとらせようとしたが、＜もし次の機会に、ローマ帝国の敵国の勇士が一騎討ちの決闘試合を申し込んだらば、自分をローマの代表戦士に任じてもらいたい＞、とだけ所望した。やがてその願いは叶い、ペルシアの騎士と決闘のため、陣羽織はエルサレムへ向かい出発する。
陣羽織を乗せた船団（軍船が商船やキリスト教徒の巡礼船をひきつれて航行）は、暴風や荒波に遭い、エーゲ海のある島に不時着することになった。この島の住民は、身長3キュービットに満たない小人で野卑な性格だった。その島を統治するのは、異教徒に与するミロクラテス王(仮称「海賊王」)だった。幸運なことに、海賊王はローマ皇帝の姪を無理やり捕えて「妃」としていたが、彼女は当然ながら皇帝の騎士である陣羽織に救出されることを求め、協力を惜しまなかった。「妃」は、ミロクラテスの持ち物である「王の剣」と「黄金の鎧」を陣羽織に授ける。じつは、これらの品は、王以外の者がもし着用すれば、その者が王に勝利し、王権を剥奪する、という呪いがかかったいわくつきのものであったのだ。「妃」らの協力を得て、ローマ人の兵士らはミロクラテスの城壁のなかに突入し、陣羽織の騎士もミロクラテスを討ち取った。
ローマ人たちは、しばらく島に逗留した後、出向するが、ミロクラテスの兄弟ブザファルナン(Buzafarnan)が率いる船団(「海賊軍」)と鉢合わせする。ブザファルナンは、エゲサリウス Egesarius つまり「王のアイギス盾持ち」という肩書でも呼ばれており、ミロクラテスの応援に向かっていたが、間に合わなかったのだ。その海戦では、敵軍は、ギリシア火薬という火炎放射器のような中世の武器まで使ってきたが、それでも陣羽織らローマ軍は勝利を手にした。
やがてエルサレムに到着したローマ軍。かねての取り決めのとおり、ここで陣羽織の騎士は、ペルシア軍の代表騎士ゴルムンドゥス（Gormundus）という大男と決闘することになった。勝負はなかなか決着がつかず、3日間において繰り広げられた。1日目、陣羽織は膝を狙うと思いきや、右手を返すフェイント攻撃をかまし、相手の歯を折り左顎を砕いた。しかしそれは相手を奮起させるだけだった。2日目は、相手の盾を粉砕するも、自分の剣は折れてしまうという絶体絶命な状況になったが、幸いに試合が終了（毎日、影が伸びて印したところに届くとそこで終了という決まりだった）。3日目、前日の盾なし対剣なしの状況で再開するかどうかでローマ軍とペルシア軍の口論になったが、結局、それぞれが替えの盾と剣を与えられて再試合した。ペルシア騎士は及び腰になっていたが、罵声を浴びて立ち戻る。陣羽織の騎士は、頭上から剣撃を受けて膝をつくが、飛び上がって逆に相手に兜割の一撃をあびせ、諸刃の剣は、胸骨に達した。この勝利により、ペルシア軍はエルサレムから撤退することとなり、陣羽織の騎士の名誉はローマ帝国中に鳴り響いた。

### ブリタニア篇
ローマ帝国に平和が戻ったものの、退屈した陣羽織の騎士は新たな冒険を求めブリタニアへ向かうことにした。別れ際に、皇帝は陣羽織の騎士に、その出生の秘密の手紙などが入った小箱を渡すが、アルトゥルス王（Arturus。アーサー王のこと。陣羽織の騎士の叔父）への謁見がかなうまで、その中身を見てはならないと禁じる。
ブリテンに到着しカエルレオンの宮廷にむかう陣羽織は、ウスク川の氾濫により渡瀬をよぎれず足止めを食らう。宮廷では、アーサーの妃（ここではグウェンドレナ Gwendolena だが、グィネヴィアのこと）は、ローマからきた剛毅の騎士の到来を感知し、その騎士は金の指輪と馬2頭と3万金(金貨3枚)を献上してくれるでしょうと予言する。
アルトゥルス王はカイウス(Kaius。ケイ卿)をともない夜間に忍び出て、その騎士と力試しすることにしたが、2人とも相次いで落馬させられ、ウスク川でずぶぬれになる。
その日の午後、陣羽織カエルレオン宮廷でアルトゥルス王に正式に謁見し、言われたとおりに出生の秘密の小箱を渡す。アーサーは一度退廷し、小箱を開ける。すると、驚くことに姉のアンナが持っていたはずの指輪がおさめられ、アンナ直筆の手紙には、この少年がアンナの息子であることが示されていたのである。アンナと義兄のロット王（このころには夫婦になっていた）にも確認を取り真相は明らかとなる。喜ぶアーサー達であるが、陣羽織の騎士には自分の身寄りであることの事実を伏せる。しかも、簡単には王の配属の騎士団（ここでは円卓の騎士という表現はされない）の一名には加えず、他の騎士がすべてしくじった冒険に、単独で挑み成功せよ、そのあかつきには騎士にするなどとたきつける。
数日後のこと、「乙女の城」(castellum Puellarum;  "Castle of Maidens")の女城主である乙女から救援の報せが入った。彼女を力尽くでも自分のものにしたい異教徒王から、包囲攻撃を受けていたのだ。アルトゥルス王は、この異教徒王とはかつて何回か手合せしたが、勝ったためしはなく、気が重いまま軍を結集させて出征するが、包囲網にたどり着いたときは時すでに遅し。乙女の城はすでに陥落、異教徒王は乙女を自国へ連れ去るべく行進中だとの伝令がやってきた。アルトゥルスは、これを分捕り品をしこたま抱えた異教徒軍を追撃し、もっとも手薄と思った敵の殿軍 (しんがり)にくらいついた。ところが思いのほか、そこは精鋭で固められており、アルトゥルスの軍は総崩れとなって敗走を余儀なくされる。丘の上で観戦していた陣羽織の騎士は、アルトゥルスとすれ違いざま「おやおや、その散り散りになりようは、鹿狩りか、兎と追いかけっこか？」など皮肉を浴びせかける。王は、「そちらこそ、他人が死闘をくりひろげるあいだ、森のなかで隠れ潜むお手並みはなかなかのものだ」と応酬する。
アーサー軍の撤退をやりすごし、陣羽織の騎士は単独で突撃。あっというまに斥候隊をやぶり、「冬の嵐のごとく」軍のまっただなかに切り抜け、抵抗する相手を負傷させ、ついに親衛隊をみつけると、馬を駆り、横たえたランス (槍)で異教の王を鎧ごと串刺しに。そのまま瀕死の異教徒王を放り投げると、乙女がまたがる馬を手綱引いて元の道を後戻りしようとした。だが、異教徒の親衛隊は、王の戦死にもめげずに猛攻撃を仕掛けてきた。さすがに女性が同伴では足手まといである。陣羽織の騎士は付近に堀で囲まれた城塞をみつけ、乙女をその中に避難させた。その城塞に通じる橋は狭く、1人ずつしか陣羽織の騎士にかかることができなかった。陣羽織の騎士の攻撃は容赦なく、ある敵は絶壁や水際から飛び込んで逃げ、残りもほぼ切り殺され、異教徒の軍隊は壊滅。
陣羽織の騎士は、冠を頂いたままの異教徒王の首級を切り落として戦旗にくくりつけ、乙女をともなってアルトゥルスの宮廷へ凱旋。「たったひとりで敵将の首をとったとぞ」と、大威張りで宣言する。それまで負け戦でくよくよしていたアルトゥルス王も、大喜び。「ほんに、貴殿は我らの仲間になるにふさわしい。特別な栄誉を与えねばなるまいぞ。しかしそこもとの素性はつゆと知れぬ。教えてはくれまいか」などと、わざとらしく誰何する。陣羽織の騎士は、「ゴール（フランス）生まれのローマ育ち。人は私を陣羽織の騎士と呼びまする」などと答えるしかない。すかさずアルトゥルス王は、それはそなたの思い込み、まったくの間違いである、と諭し、騎士の本名がワルウアニウス(ガウェイン)であること、ロット王とアンナの息子であることを公表したのである。

## 解説
物語の構成はガウェインのアイデンティティ形成を中心的な主題においている。ガウェイン卿はアーサー王の姉であるアンナ（モルゴースの古名）の庶子であり、出生の事情とアーサー王について無知のまま成長し、ローマ法王の下で騎士の修行を積む。単に「陣羽織の騎士（the Knight of the Surcoat）」と知られたガウェイン卿だが、最初の仕事として自らの権利に基づき騎士となり、自身の血脈を学ぶことにより自己のアイデンティティを知る必要があった 。数々の冒険の末、やがてその出生を叔父であるアーサー王から告げられ、最終的にアーサー王に仕えることとなる。

### 『ブリタニア列王史』
少なくともガウェインがスルピキウスローマ教皇（Sulpicius。実在の教皇の名ではない）のもとで教養をうけたこと、ローマで騎士の位を受けたことは、上述のジェフリー・オブ・モンマス『ブリタニア列王史』にも記述されている。『ガウェインの成長』は、『ブリタニア列王史』より後に著作され、ガウェイン卿のこうした出自について肉付けして書き増ししているのである。
『ブリタニア列王史』の内容をアングロ=ノルマン語で翻案したウァースのブリュ物語や、その中英語への翻案であるラヤモンの『ブルート』にも、当然ながら、ガウェインがローマで教養を受けた話は（多少の脚色をくわえて）伝えられている。

### ガウェイン少年を語る他の作品
ガウェイン卿の少年時代の記述は、以下に挙げる幾つかの作品にも残されてはいるものの、ラテン語『ガウェインの成長』のみが完成された説話である 。
『ゴーヴァンの幼年時代』（Enfances Gawain）は、わずか712行の断片しか現存しない。そこではアーサーの姉モルカード(仏:Morcades) と、その従者ロトとの間に生まれた子供が、ゴーヴァン・ル・ブラン (仏:Gauvain le brun。「褐色のゴーヴァン」)という騎士に託せられる。幼児は、洗礼を受け、その騎士の名をとってゴーヴァン（ガウェイン）と名づけられるが、その後は捨てさらしにして死なせてしまう手筈であった。騎士は確実に殺すに忍びず、子を樽につめて流してしまう。そして子は運よく漁夫に拾い上げられ、ローマに連れられ法王の教育を受ける。この作品でも、幼児の身元を立証する指輪やバックルが託されている。
フランス語物語『ペルレスヴォー』は、同様の小話を挿入している。ゴーヴァン（ガウェイン）は、ある廃墟と化した城にやってくるが、その礼拝堂で目にした絵画が自分の出生についてを物語るものだと知らされる。ガウェイン卿が赤ん坊の時、洗礼を受けたのがまさしくこの礼拝堂であった。そして、この城主の名を譲られてガウェインと命名されていたのである。ガウェインのご母堂は、ひそかに産んだ赤ん坊の存在を知られてはならなかったので、嬰児を処分するように城主にことづけた。しかし城主はそれをするに忍びず、その子の身分を証した書状を赤ん坊の身辺に隠し、遠国に行って、しかるべき里親に預けた。その里親がやがてその子をローマ教皇にお見せした。書状から、その子がさる王族につながる身分だと知った教皇は、その子を自分の身内として育てていった。やがてゴーヴァンは、あわや皇帝にまで登極する勢いだったが、まわりが一斉に反対。本当の身の上を知ったゴーヴァンは即位を拒んだのだった。

### ギリシア火薬
『ガウェインの成長』は、いわゆる「ギリシアの火(ギリシア火薬 ignis Grecus)」（ビザンツ帝国などで使用されていた火炎放射器のような兵器）についての言及としては、西欧でも最古の資料のひとつであるという。作中、陣羽織（ガウェイン卿）たちローマ勢が、ミロクラテス王の兄弟ひきいる船団と戦う場面では、敵が使用するギリシア火薬の製法や実践法について、長文にわたる説明が続く。その材料としては、まず特殊な餌で飼育したヒキガエルの一種を容器で焼きつくしたもの、水蛇、毒蛇、狼の胆嚢や睾丸、リュンクリウム（山猫石）、龍血や人血など、迷信（民間信仰）的なものが数々と列挙されているが、これらは他の古典文学、つまりプリニウスの『博物誌』に記載される希少物質の名や、オウィディウスの『変身物語』で魔女メーデイアの大釜で煮られたという材料名を借用したものだという。これらばかりが原料であれば、その効能は定かではないが、説明ではひきつづき、硫黄、瀝青、松脂、オリーブ油、ナフサ（現代の意味とは違い、瀝青や原油をさす）などもさらに加えられるとされている。よって、処方通り作れば、ナパーム（ナパーム弾の燃焼材。ナフサに添加物を加えてゼリー状にした物質）の粗製品のようなものができあがるのではないか、と Day などは考察している。

### 物語モチーフ

#### 弱点である魔法剣
物語中では、陣羽織の騎士（ガウェイン）が「海賊王」を倒すために役立つ魔法剣（「呪い」の王剣と鎧）を、王妃からを授かるが、このようなモチーフは、
流布本サイクル系の散文『ランスロ』（ランスロ本伝）における「悲しみの砦(Doloreuse garde)」のカラドス(Carados, Caradoc)のエピソードにも見出せる。そちらでは、ヒーローの役柄がランスロ（ランスロット卿）に置換わっているが、折れた剣の代わりに、カラドスに囚われている淑女が指し示す剣を手にし、砦を守るボスキャラ的存在であるカラドスを倒す。この剣以外では、カラドスを殺す効き目はなかった。
じつはモデナ大聖堂にあるレリーフ彫刻(英語版)も、上とまったく同様のエピソードが描写されているとされている。しかも、彫刻に登場するかぎり、カラド(Carado)と対決するのは、ガルウァギヌス卿(Galvaginus)という名の、いかにもガウェイン卿らしかる人物である（ランスロではない）。いささか強引な考察ではあるが、彫刻の原話を復元したルーミスによれば、このガルウァギヌスの剣が折れ、やはり淑女に唯一効き目のある剣を授かり、カラドを倒すのだという。
アイルランドのアルスター伝説で類例を挙げるならば、『クーロイの最期』でも、やはりクーロイに囚われた女性が、勇者クーフーリンに、巨人を倒す決め手となる剣を渡している。ちなみに、ケルト文学における小人の観点から、このモチーフ比較に注視した研究者(Harward)は、「海賊王」が、その島国の住民と同様に「小人」だったと解釈しており、その点、巨人であったクーロイと対照的だとしている。

#### 挑発する王妃
作中で、アーサー王の妃グィネヴィア（羅 グウェンドレナ）は、ベッドに同衾中に、アーサー王の自慢の騎士らを、あっと出し抜くような騎士がやってくる、と予言する。作品の編訳者 Day は、これと共通する例として、アルスター伝説の『クーリーの牛争い』におけるメイヴ女王とアリル王とのピロートークを挙げている。挑発する王妃のモチーフの例にはまた、『シャルルマーニュの巡礼』があり、その作品は、騎士たちの駄法螺(gabe)がふんだんに盛り込まれる滑稽風な物語だが、『ガウェインの成長』にも王と王妃のやりとりや、王と陣羽織の騎士との言い合いにユーモアがあふれている。

### 作風
『ガウェインの成長』は主にシリアスな体裁で書かれているが、いくつかユーモラスな描写も見られる。たとえば、ガウェイン卿がアーサー王をウスク川に突き落としたときなど、アーサー王は妃のグィネヴィアに対し、どうしてずぶ濡れになってしまったのか釈明を強いられたりもしている。このときアーサーは、雨に降られたなどと嘘をつくのだが、予知能力がある妃は、「どうにでもおっしゃい。ですが、どこに行かれ何をなさっていたのか、朝になれば私への使者が教えてくれますわ」と言う。その使者は「陣羽織の騎士」からことづかった贈答品の品々を持ってきたのだ。妃は送り主の名を聞いてほくそ笑む。贈答品には、予言通りに2頭の馬が含まれいた。しかもそれは昨夜アーサー王とケイ卿が振り落とされて奪われた2頭だった。こうして事の真相はばれてしまった。
また、あらすじでも触れたが、敗走するアーサーと傍観するガウェインがやり取りする、けなしあいの応酬は、北欧文学のセンナ(flytingも参照)によく似たおかしさがある。

### 編本・訳本
- Bruce, J. Douglas (James Douglas) (1913). Historia Meriadoci and De ortu Waluuanii, two Arthurian romances of the XIIIth century, in Latin prose. Göttingen: Vandenhoeck & Ruprecht(ラテン語テキストと英文要約)
- Day, Mildred Leake (1984). The Rise of Gawain, Nephew of Arthur = De ortu Waluuanii nepotis Arturi. The Garland library of medieval literature ; v. 15. Series A. New York: Garland. ISBN 0824094239
  - Day, Mildred Leake (2005), “The Rise of Gawain, Nephew of Arthur”, Latin Arthurian Literature, Cambridge: DS Brewer, p. 6, ISBN 1843840642(ラテン語原文と英訳を、Historia Meriadoci等とともに収録)
  - Day, Mildred Leake (1994), “The Rise of Gawain, Nephew of Arthur”, in Wilhelm, James J., The Romance of Arthur, New, Expanded Edition: An Anthology of Medieval Texts, New York: Garland, ISBN 0-8153-1511-2(英訳のみをアンソロジーに収録)

### その他資料
- Geoffrey of Monmouth; Lewis Thorpe|Thorpe, Lewis (1988). The History of the Kings of Britain. New York: Penguin. ISBN 0-14-044170-0.
- Lacy, Norris J. (1991). The New Arthurian Encyclopedia. New York: Garland. ISBN 0-8240-4377-4.